# Jean de la Balue

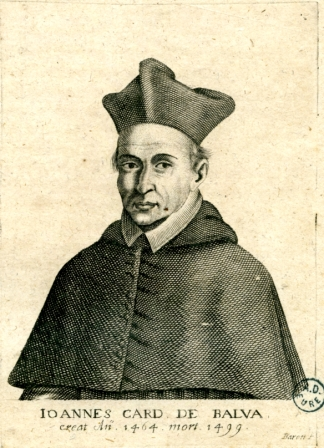
Jean de la Balue.

Jean de la Balue, född 1422 i Verdun, död den 12 oktober 1491 i Ancona, var en fransk kardinal och statsman.

## Biografi
de la Balue, som var av ringa härkomst, inträdde tidigt i det andliga ståndet och lyckades snart tillvinna sig biskopens av Poitiers, Jaccques Juvénals, bevågenhet. Smidig och ovanligt intelligent, kom han genom dennes bemedling i beröring med Ludvig XI, som tog honom till sin sekreterare och allmoseutdelare, 1464 gjorde honom till medlem av Parisparlamentet och senare till biskop i Évreux. Under kungens strider med "ligan för allmänt väl" var han kommendant för trupperna i Paris, som han troget försvarade åt kungen. År 1467 blev han kardinal, men ådrog sig genom påstådd otacksamhet mot sina gynnare, högfärd och fåfänga en mängd fiender bland landets främste. När han slutligen skall ha inlåtit sig i stämplingar med kungens fiender, kastades han 1469 i fängelse, berövades sin stora rikedom och skulle utan påvens mellankomst dömts till döden. År 1480 lyckades påven Sixtus IV få honom frigiven och sänd till Rom, där han överhopades med utmärkelser. År 1484 utnämndes de la Balue till "legat a latere" hos Karl VIII av Frankrike, som dock vägrade att erkänna honom. År 1491 blev han biskop av Palestrina och kom åter till stor rikedom.